# Sort (botanik)
 For alternative betydninger, se Sort (flertydig). (Se også artikler, som begynder med Sort)
Det botaniske begreb sort bruges i virkeligheden om flere forskellige, systematiske grupper:
1. En vegetativt formeret gruppe af planter, som er fremavlet ud fra flere meget ensartede moderplanter.
2. En frøformeret gruppe af planter med et nogenlunde ensartet præg, som skyldes, at de stammer fra en "ren linje".
3. En vegetativt formeret gruppe af planter, som er fremavlet ud fra én eneste kerneplante, dvs. en klon.
4. En frøformeret gruppe af planter med et ensartet præg, som skyldes, at de er F1-hybrider.

Denne begrebsforvirring har ført til, at man i dag foretrækker udtrykket cultivar for de to første grupper, men henholdsvis klon og F1-hybrid for de to sidste.